# كندريك فريزر
كندريك فريزر (بالإنجليزية: Kendrick Frazier)‏ هو صحفي أمريكي، ولد في 19 مارس 1942 في وندسور في الولايات المتحدة.

## وصلات خارجية
- كندريك فريزر على موقع IMDb (الإنجليزية)